# 조도국민학교 갈목도분실
조도국민학교 갈목도분실은 대한민국 전라남도 진도군 조도면 진목도리에 있었던 국민학교 분실이다.

## 연혁
- 일자미상 관사국민학교 갈목도분실 개설 인가
- 1968년 4월 1일 갈목도분실 개설
- 1968년 4월 1일 도서벽지학교 '갑'급 지정
- 1983년 3월 1일 조도국민학교 갈목도분실 개편
- 1986년 1월 1일 도서벽지학교 '가'급 조정
- 1991년 1월 1일 폐실 및 조도국민학교 통폐합